# Herminia sicbalialis
Herminia sicbalialis là một loài bướm đêm trong họ Noctuidae.